# 霍華茲維爾 (科羅拉多州)
霍華茲維爾（英語：Howardsville）是位於美國科羅拉多州聖胡安縣的一個非建制地區。該地的面積和人口皆未知。

## 地理
霍華茲維爾的座標為37°50′08″N 107°35′39″W / 37.83556°N 107.59417°W，而該地的平均海拔高度為2971米（即9747英尺）。